# Larves dels crustacis
Els crustacis poden passar per una sèrie de fases larvàries i immadures entre l'eclosió dels seus ous i la seva forma adulta. Cadascuna de les etapes està separada per una muda, en la qual es treu l'exoesquelet dur per permetre que l'animal creixi. Les larves de crustacis solen tenir poca semblança amb l'adult, i encara hi ha casos on no es coneixen quines larves creixeran en quins adults. Això és especialment cert amb els crustacis que viuen com a adults bentònics (sobre el llit del mar), més que no pas on les larves són plàncton i, per tant, més fàcilment capturades.
Moltes larves de crustacis no van ser reconegudes immediatament com a larves quan van ser descobertes i es van qualificar de gèneres i espècies noves. Els noms d'aquests gèneres s'han generalitzat per cobrir etapes larvàries específiques en amplis grups de crustacis, com ara "zoea" i "nauplius". Altres termes descrivien formes que només es troben en grups particulars, com ara la "glaucothoe" del cranc eremita, o el fil·losoma de la llagosta espinosa.

## Cicle vital
En la seva totalitat, el cicle de vida d'un crustaci comença amb un òvul, que normalment és fecundat, però pot ser produït per partenogènesi. Aquest ou s'enfonsa en una pre-larva o pre-zoea. A través d'una sèrie de mudes, els animals joves passen per diverses etapes de zoea, seguides d'una megalopa o post larva. Això és seguit per la metamorfosi en una forma immadura, que en general s'assembla a l'adult, i després de més mudes, finalment s'aconsegueix la forma adulta. Alguns crustacis segueixen amb una muda com a adults, mentre que per a altres, el desenvolupament de gònada indica el final de la muda.
Qualsevol òrgan absent dels adults no apareix generalment a les larves, encara que hi ha algunes excepcions, com la dels vestigis del quart pereiopodi a les larves de Lucifer, i alguns pleopodis (potes nedadores) en certs Anomura i crancs. A més, la Sacculina i altres Rhizocephala tenen una larva nauplius distintiva amb la seva complexa estructura corporal, però la forma adulta no té molts òrgans a causa de l'extrema adaptació al seu estil de vida paràsit.

## Història de l'estudi de les larves dels crustacis
Antonie van Leeuwenhoek va ser la primera persona a observar la diferència entre els crustacis larvaris i els adults quan va observar ous de Cyclops en eclosió en 1699. Malgrat això, i altres observacions durant les dècades següents, hi va haver controvèrsia entre els científics sobre sí o no es van produir metamorfosi en crustacis, amb observacions contradictòries presentades, sobre la base de diferents espècies, algunes de les quals van passar per una metamorfosi, i altres de les quals no ho van fer. Aquesta controvèrsia va continuar fins a la dècada de 1840, i les primeres descripcions d'una sèrie completa de formes larvàries no van ser publicades fins a la dècada de 1870 (Sidney Irving Smith) de llamàntol americà en 1873; Georg Ossian Sars de llamàntol europeu en 1875, i Walter Faxon de Palaemonetes vulgaris el 1879.

## Estadis larvals

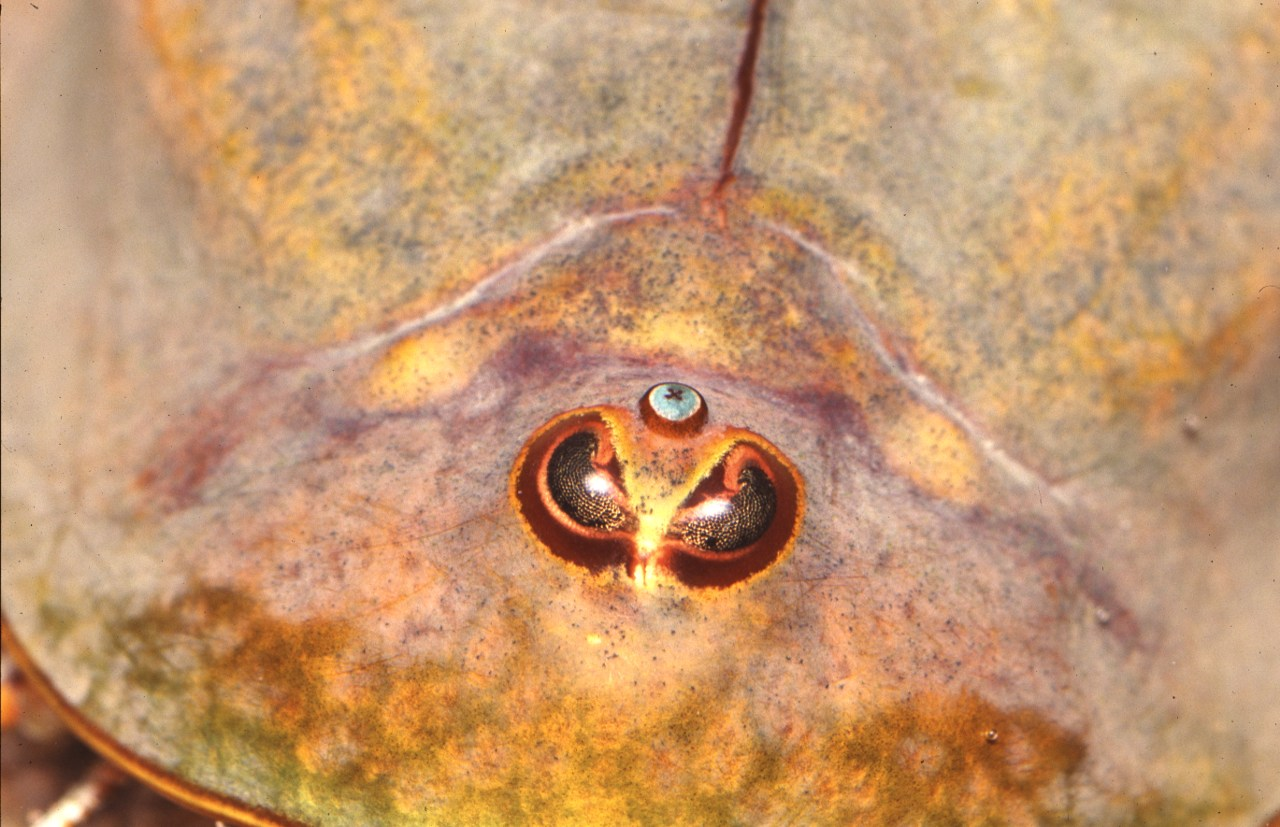
un adult Triops (Notostraca)

### Nauplius
El nom de gènere Nauplius va ser publicat pòsthumament per Otto Friedrich Müller el 1785 per animals que actualment se sap que en realitat són larves de copèpodes. Els estadis nauplii es caracteritzen per l'ús per nedar d'apèndix del cap (antenes). També el nauplius és un estadi en el qual apareix un ull simple imparell (ull naupliar) el qual sovint és absent en estadis posteriors.

### Zoea
El gènere Zoea va ser inicialment descrit per Louis Augustin Guillaume Bosc el 1802 per un animal actualment conegut com la larva d'un cranc. L'estadi zoea (plural: zoeas o zoeae) està caracteritzat per l'ús d'apèndixs toràcics per a nedar i una gran espina dorsal.

### Post-larva
L'estadi post-larva està caracteritzat per l'ús d'apèndixs abdominals (pleopodis) per a la propulsió. El post-larva normalment és similar a la forma adulta.